# Eucharistische aanbidding

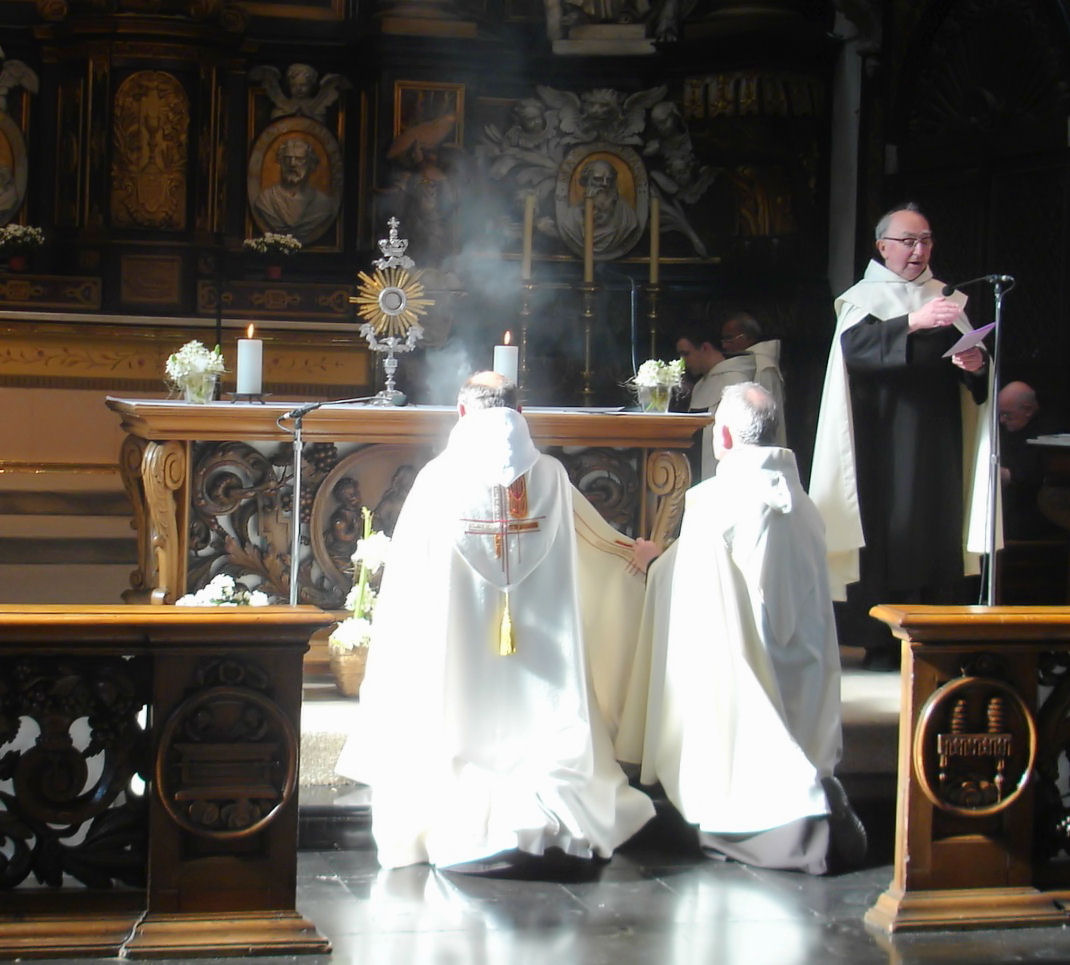
Uitstelling in de Karmel in Gent

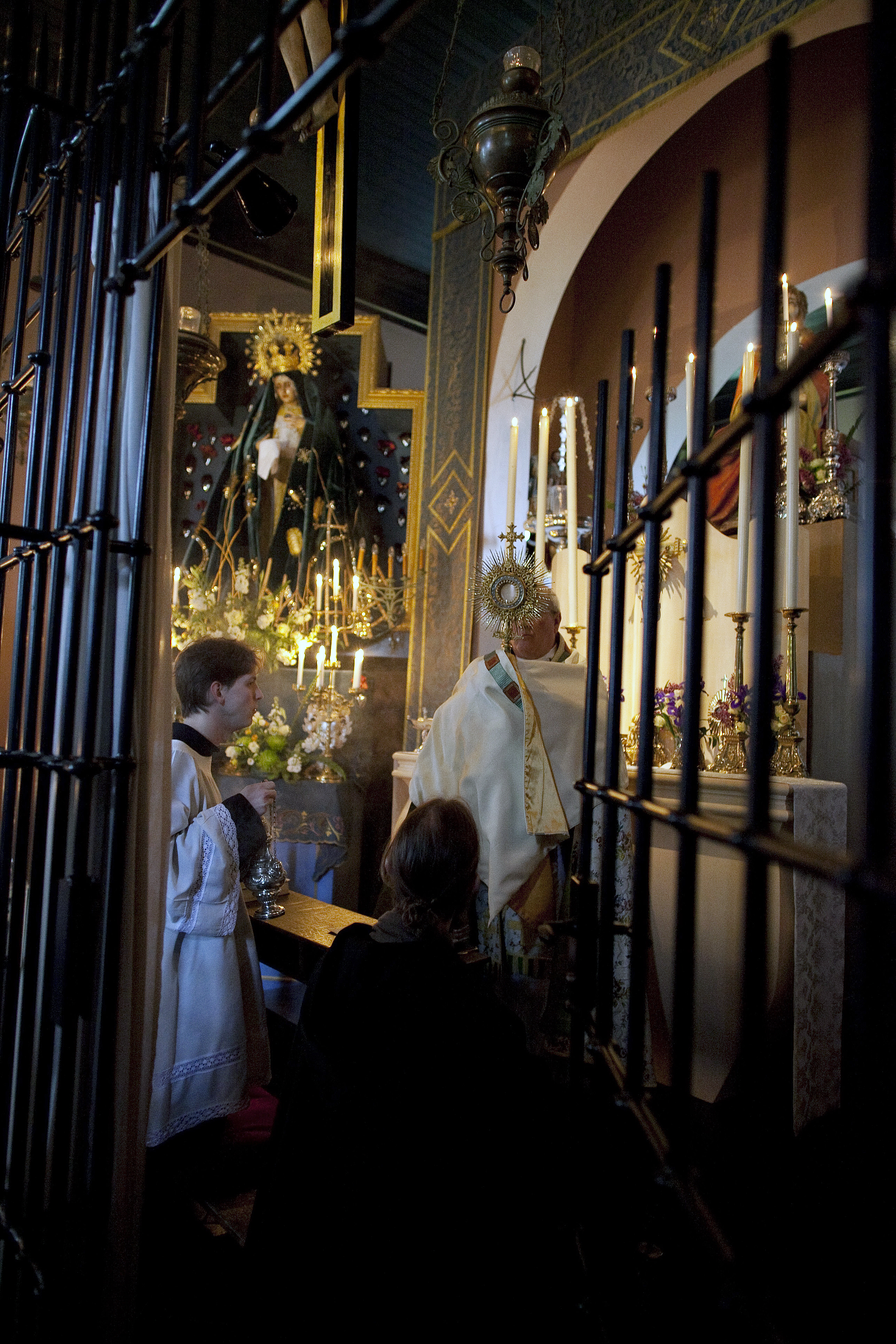
De zegen met het Allerheiligste tijdens een bedevaartlof in Kluizenarij Onze Lieve Vrouwe van de Besloten Tuin te Warfhuizen

Eucharistische aanbidding is een gebedspraktijk in de Rooms-Katholieke Kerk, waarbij het Allerheiligste in de monstrans op het altaar wordt getoond, 'uitgesteld' in katholiek jargon. Dit gebeurt ook tijdens het Lof of de Laudes vespertinae.
In tegenstelling tot de later meer gebruikelijke stille aanbidding, werd in vroeger tijden tijdens het Lof veelal gezongen en hardop gebeden. Gebruikelijke gezangen hierbij zijn de beroemde hymnen die worden toegeschreven aan de heilige Thomas van Aquino: Adoro te devote, Panis Angelicus en Tantum Ergo. Ook bekend is het Ave verum corpus.
De aanbidding wordt - als er een priester is - afgesloten met een zegen met het Allerheiligste, ook wel een Eucharistische zegen genoemd. De priester maakt hierbij langzaam een groot kruisteken met het Allerheiligste. Hierbij wordt het Allerheiligste bewierookt en wordt er langdurig gebeld met een altaarschel.
De gelovigen dienen tweemaal eveneens een kruisteken te maken: aan het begin van de zegen en op het eind van de zegen, respectievelijk tijdens het eerste en het laatste kruisteken door de priester. De priester is bij de uitstelling van het Allerheiligste gekleed in soutane of toga en superplie met daar overheen de stola en koorkap; de liturgische kleur van deze paramenten is hierbij altijd wit.

## Aanbiddingsplaatsen
In sommige plaatsen wordt het Lof weer ingevoerd, net als de Sacramentsprocessie. In 2021 waren er in Nederland meer dan honderd plaatsen geregistreerd waar deze aanbidding plaatsvindt.